# Michael Neugebauer
Michael Neugebauer (* 7. April 1962 in Rosenheim) ist ein ehemaliger deutscher Zehnkämpfer.
Er wurde 1980 Deutscher Jugendmeister und 1982 Deutscher Juniorenmeister im Zehnkampf. Im Erwachsenenbereich startete Neugebauer 1982 auch bei den Deutschen Meisterschaften über 110 Meter Hürden und erreichte Platz sechs. 1985 gewann er bei der Universiade im Zehnkampf die Bronzemedaille. 1986 wurde er Deutscher Vizemeister und im Jahr darauf gewann er die deutsche Meisterschaft mit 8060 Punkten. Bei den Weltmeisterschaften 1987 in Rom kam er auf Platz 14.
Neugebauer startete für die LG Ortenau-Nord, die MTG 1899 Mannheim und den MTV 1881 Ingolstadt. 1986 heiratete er die Hürdenläuferin Heike Filsinger.